# Kiss Kiss
«Kiss Kiss» es una canción del cantante estadounidense de R&B Chris Brown, lanzada como el segundo sencillo de su segundo álbum de estudio Exclusive. Fue estrenada el 18 de septiembre de 2007, y cuenta con la colaboración del rapero T-Pain, quien también produjo la canción. Está escrita por Chris Brown y Faheem Najm. Tanto Brown como T-Pain utilizan auto-tune en la canción. Ha sido certificado doble platino por la RIAA.
Llegó al número 1 del Billboard Hot 100 el 30 de octubre de 2007, dando a Brown y a T-Pain su segundo número uno en esa lista. Sin embargo, tuvo menos éxito en el Reino Unido, llegando solamente a la posición 38. Estuvo en la posición 48 de las mejores canciones de 2007 según la revista Rolling Stone.

## Versiones oficiales
1. «Kiss Kiss» (versión principal)
2. «Kiss Kiss» (Remix) (con la colaboración de Nelly & T-Pain)
3. «Kiss Kiss» (Remix) (con la colaboración de Ac & T-Pain)

## Videoclip
El videoclip fue grabado en el parque del campus de la Universidad Internacional de Florida en Miami, Florida. Fue estrenado en el programa 106 & Park de BET el 30 de agosto de 2007. 
En el video Brown interpreta dos versiones de sí mismo, un friki y un deportista, ambos intentando llamar la atención de una chica que va a su universidad. Su versión deportista está constantemente molestando a su versión friki cerca de la chica, pensando que esto la impresionará, mientras que su versión friki siempre es amable con ella. En una escena, el Brown deportista está jugando al fútbol mientras el Brown friki está hablando con la chica. El deportista se da cuenta y empuja al friki al suelo. Al final del video los dos Brown están enfrente de sus coches en el aparcamiento. La chica pasa del deportista, le da un beso al friki y entra en su vehículo, mientras el deportista mira desconcertado.

## Posicionamiento
| Listas (2007)                                     | Posición |
| ------------------------------------------------- | -------- |
| Australia (ARIA)                                  | 8        |
| Canadá (Canadian Hot 100)                         | 6        |
| Estados Unidos (Billboard Hot 100)                | 1        |
| Estados Unidos Hot R&B/Hip-Hop Songs (Billboard)  | 2        |
| Estados Unidos Pop Songs (Billboard)              | 4        |
| Irlanda (Irish Singles Chart)                     | 26       |
| Nueva Zelanda (RIANZ)                             | 1        |
| Reino Unido Singles (The Official Charts Company) | 38       |
| Suecia (Sverigetopplistan)                        | 58       |
| Suiza (Media Control Charts)                      | 69       |